# Relaciones Rusia-Suiza
Las relaciones Rusia-Suiza son las relaciones exteriores entre Rusia y Suiza. Suiza abrió un consulado en San Petersburgo en 1816, y lo convirtió en una legación 90 años después. Los dos países rompieron relaciones diplomáticas en 1923, cuando Rusia atravesaba un período de agitación revolucionaria, y no se reanudaron hasta 1946.

## Historia

### Rusia Imperial y Suiza

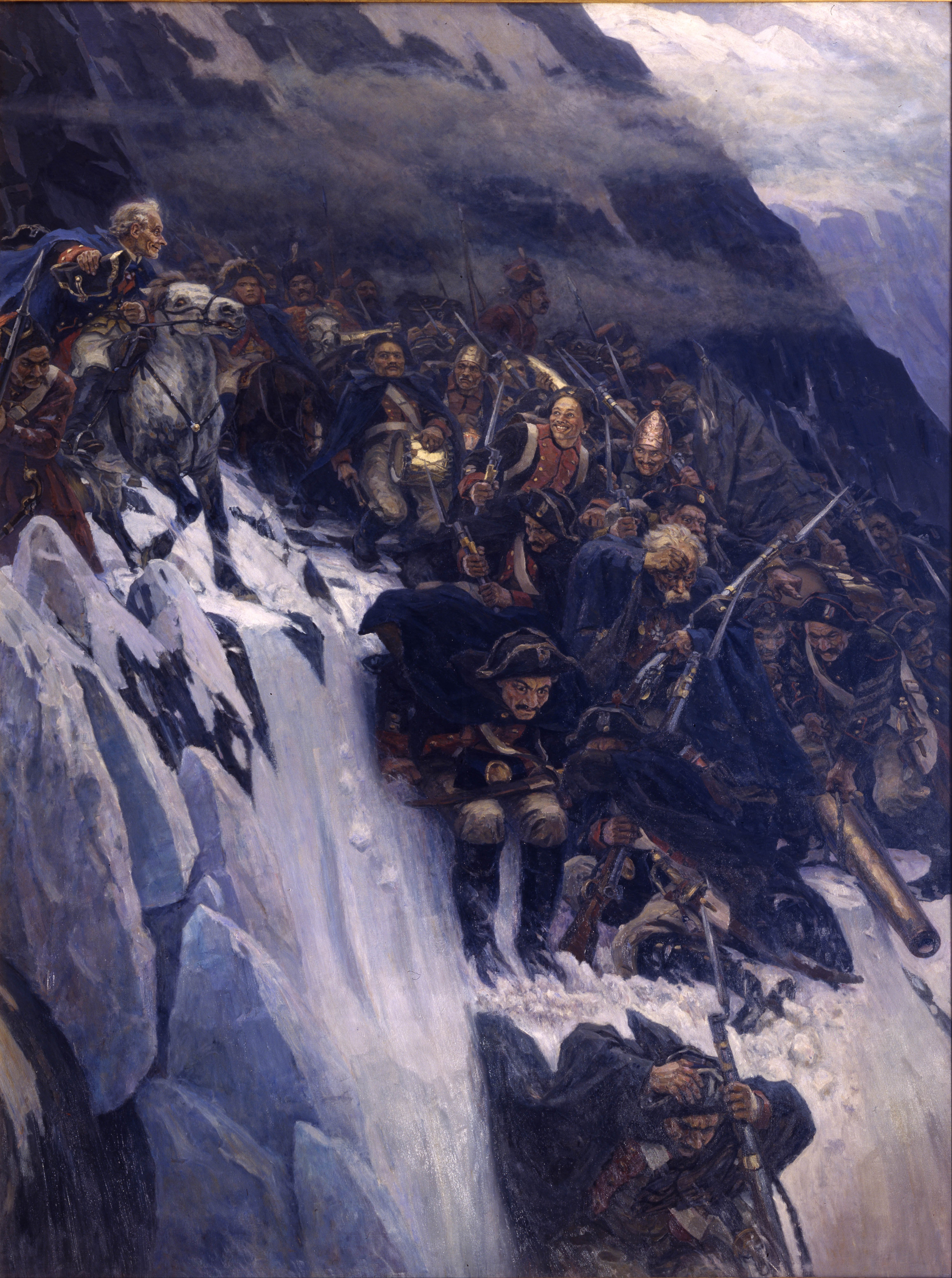
El ejército de Suvorov cruza los Alpes suizos (1799)

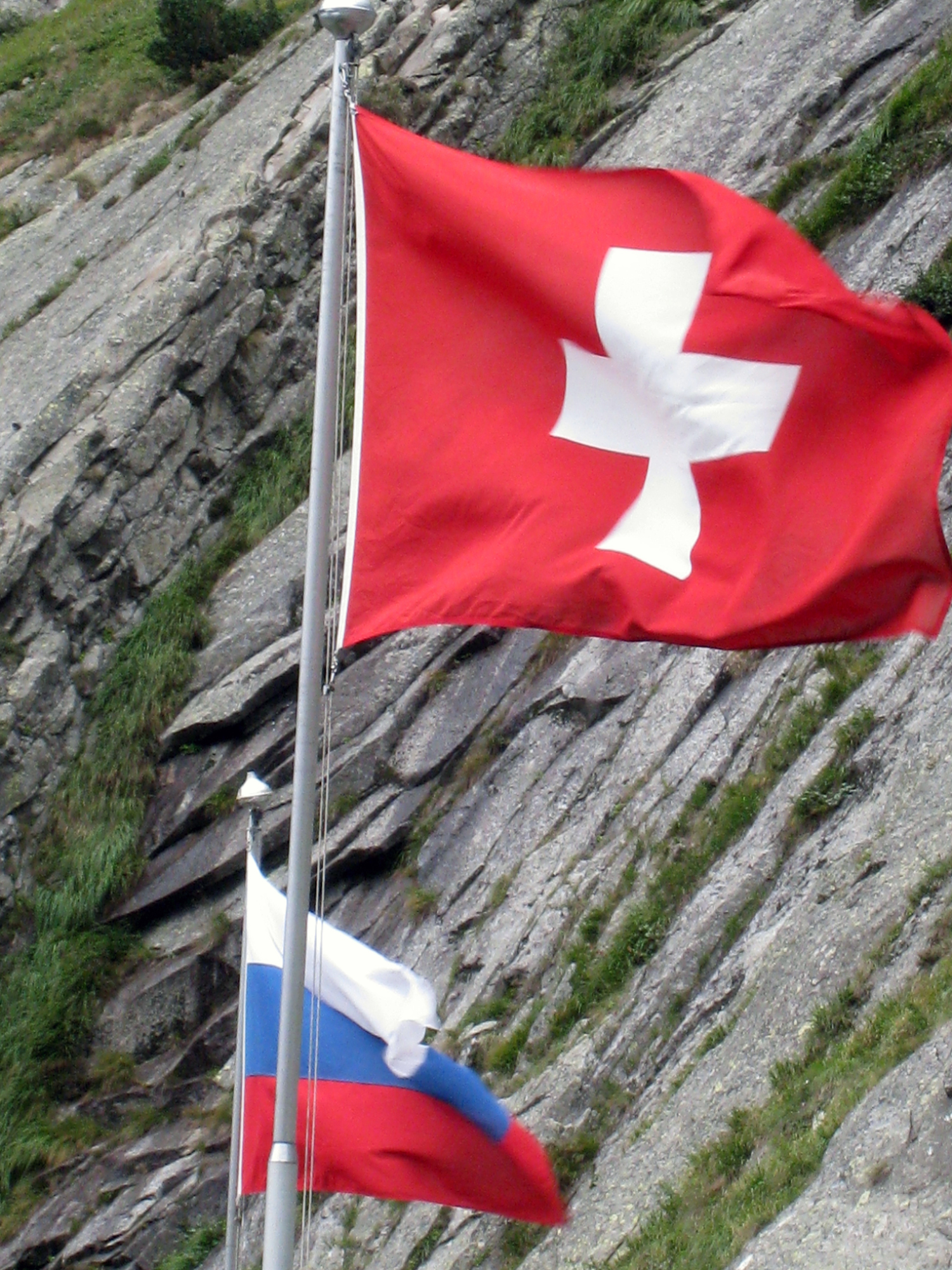
Monumento cerca de Andermatt (2015)

Los contactos de cierta importancia entre los suizos y los rusos comenzaron ya en el siglo XVII, cuando un soldado suizo de veinte años, François (Franz) Lefort, llegó a Moscú en 1675 para servir a la dinastía Romanov, y pronto alcanzó una posición de prominencia.. Aunque el zar Pedro I fue coronado cuando aún era un niño (1682), fueron la hermana de Pedro, Sofía, y más tarde su madre Nataliya Naryshkina, y sus parientes boyardos, quienes gobernaron el país durante más de una década después, dejando al joven Peter con mucho tiempo. a soñar con cómo cambiar su país cuando tiene el poder real. Lefort resultó ser una de las personas que influyó en gran medida en la visión del mundo del joven Zar y, una vez que Pedro se hizo completamente a cargo del país, el soldado suizo se convirtió en uno de sus principales asesores y se volvió muy influyente durante los primeros años de la modernización de la campaña de Pedro I.
Aunque Lefort murió bastante temprano en el reinado de Pedro (1699), muchos otros soldados, aventureros, educadores y eruditos suizos hicieron una contribución a la historia del Imperio Ruso. El arquitecto suizo-italiano Domenico Trezzini fue el director general de la construcción de San Petersburgo hasta el año 1712, y se le atribuye la creación del barroco petrino, característico de la arquitectura temprana de esa ciudad. El matemático Leonhard Euler y cinco miembros de la familia Bernoulli se convirtieron en miembros de la Academia de Ciencias de San Petersburgo. Un siglo después de Lefort, Frédéric-César de La Harpe influyó en la educación del futuro zar Alejandro I.
La primera aparición a gran escala de rusos en Suiza se remonta a los primeros años de las guerras napoleónicas, cuando el ejército de Aleksandr Suvórov luchó de un lado a otro en Suiza y el norte de Italia entre 1799-1800. Si bien los resultados de estas campañas no fueron concluyentes, le valieron a Suvorov el rango de Generalísimo y se convirtieron (en particular, el retiro sobre Panix Pass) en un tema favorito de los pintores rusos.
En reciprocidad, alrededor de 8.000 suizos se unieron al ejército de Napoleón Bonaparte que invadió Rusia en 1812. Solo unos pocos cientos sobrevivieron a la desastrosa campaña. El heroísmo de los suizos en Berezina queda inmortalizado en Beresinalied.

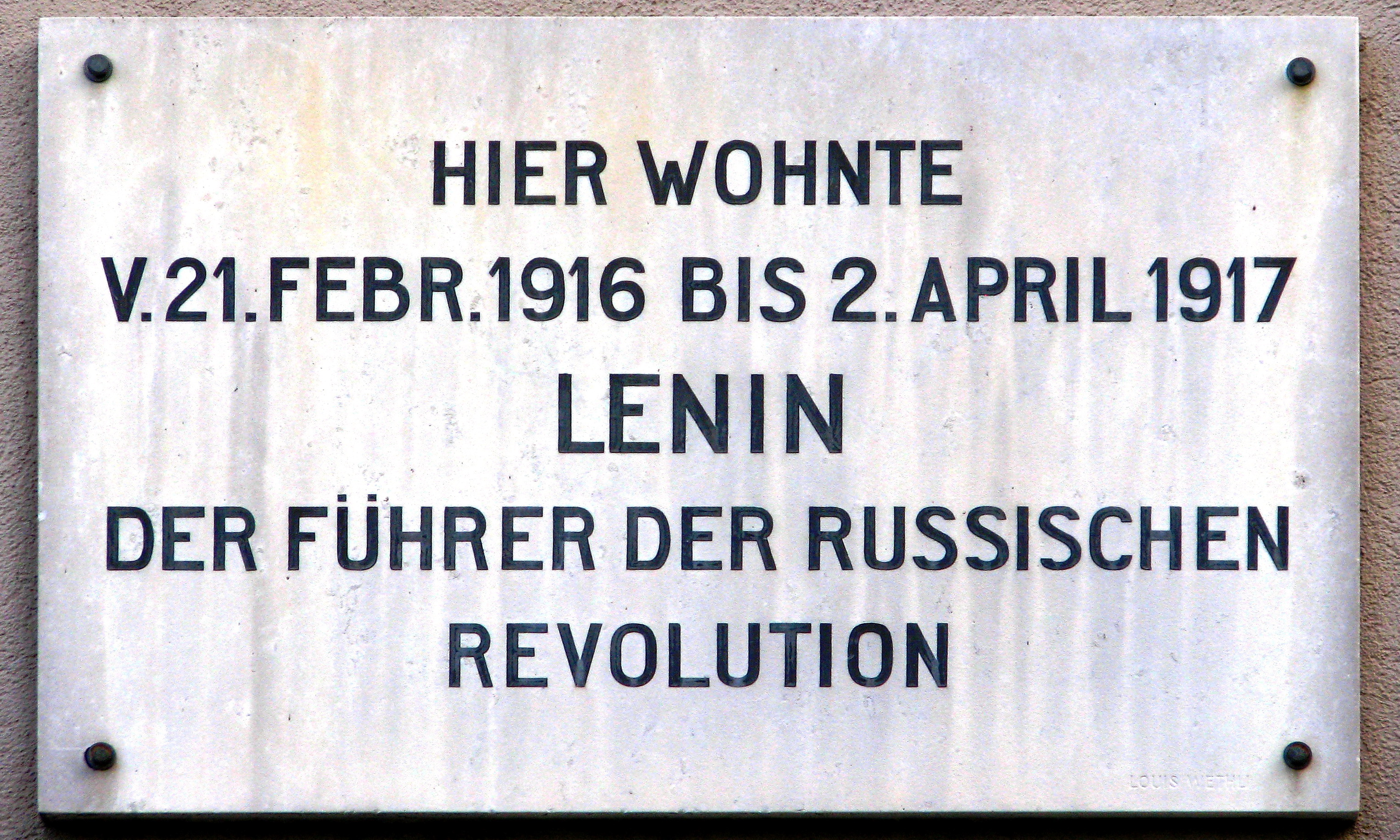
Conmemoración de la estancia de Lenin en Suiza en Spiegelgasse 14, Zúrich

Durante el siglo XIX, Suiza se convirtió en un refugio popular entre los emigrados rusos anti-zar, debido a su cultura de libertad, la ausencia de una relación particularmente estrecha entre el gobierno republicano suizo y el Imperio Ruso, y en ocasiones, su neutralidad en las guerras. La lista de exiliados rusos que encontraron refugio en Suiza va desde Alexander Herzen, que se convirtió en ciudadano suizo en 1851, hasta Vladimir Lenin, que permaneció en Suiza durante la Primera Guerra Mundial y solo pudo salir del país en 1917 gracias al llamado tren sellado.
Las mismas razones hicieron del país un imán para los estudiantes rusos. El número de estudiantes rusos en Suiza alcanzó su punto máximo entre los años de 1906 y 1907, justo después de la derrota de la Revolución Rusa en 1905, cuando el 36% de todos los estudiantes universitarios en Suiza eran rusos (2.322 de un total de 6.444). No solo la mayoría de todos los estudiantes extranjeros matriculados en universidades suizas ese año (había 3.784 de ellos ) habían venido de Rusia, más de dos tercios de estos estudiantes rusos (1.507 de 2.322) eran mujeres principalmente debido a la educación rusa calificación para la población judía.

### Rusia y Suiza modernas
Después de la disolución de la Unión Soviética, el número de visitantes y emigrantes rusos a Europa Occidental aumentó significativamente, en comparación con el período soviético. Sin embargo, para la mayoría de ellos, Suiza seguía siendo un país de paso elevado en el camino hacia los destinos mediterráneos más populares.
La tranquilidad se convirtió en tragedia el 1 de julio de 2002, cuando un vuelo chárter de Bashkirian Airlines chocó con un avión de carga de DHL justo antes de entrar en el espacio aéreo suizo procedente de Alemania. Las 71 personas a bordo de los dos aviones murieron en la colisión. Habiendo perdido a toda su familia, Vitaly Kaloyev mató al controlador de tráfico aéreo, Peter Nielsen, a quien consideró responsable del accidente. En junio de 2021, Suiza fue sede de la cumbre Rusia-Estados Unidos de 2021, en Ginebra.

## Misiones diplomáticas residentes
- Rusia tiene una embajada en Berna y un consulado general en Ginebra.
- Suiza tiene una embajada en Moscú y un consulado general en San Petersburgo.

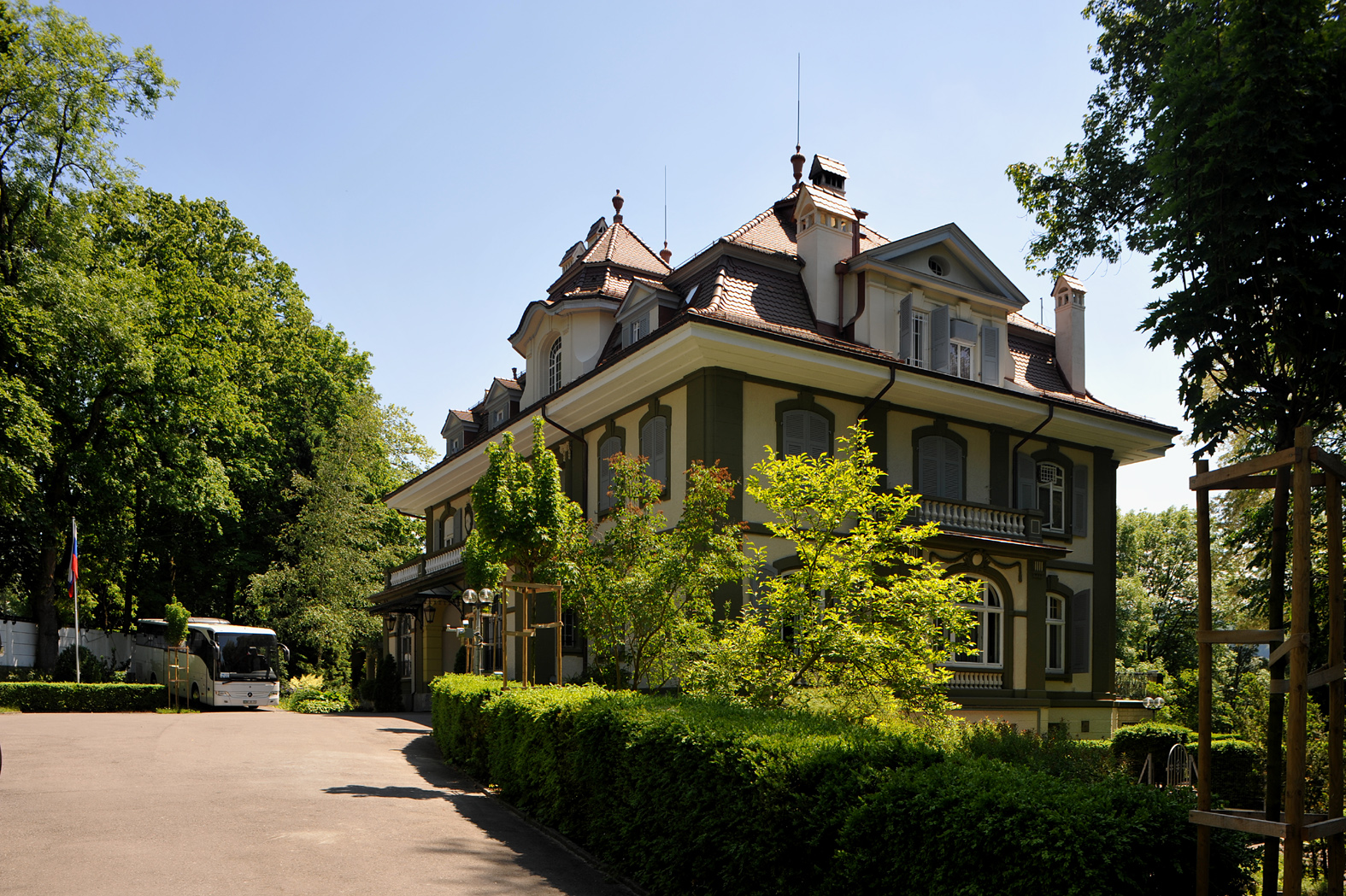
Embajada de Rusia en Berna
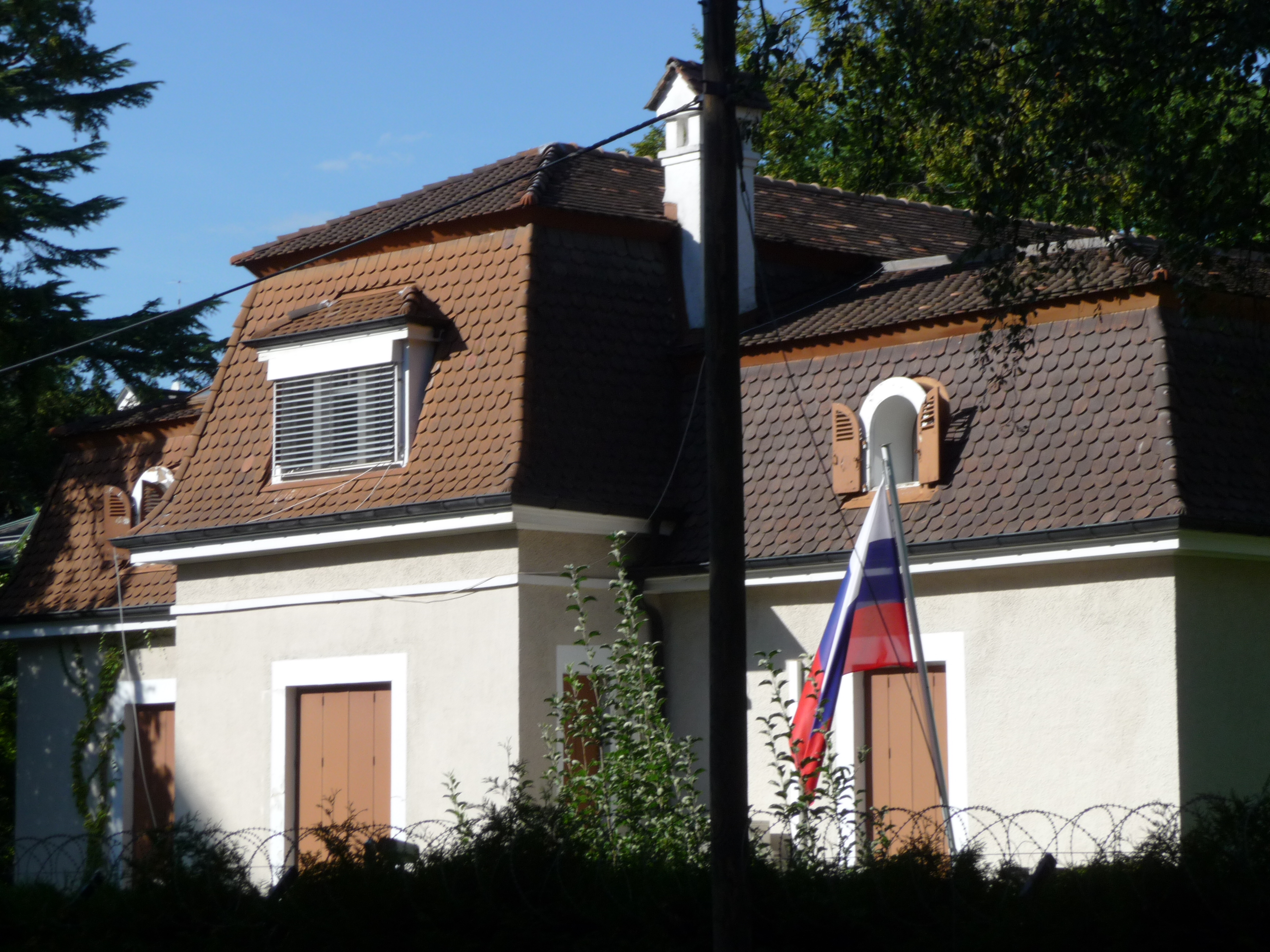
Consulado General de Rusia en Ginebra
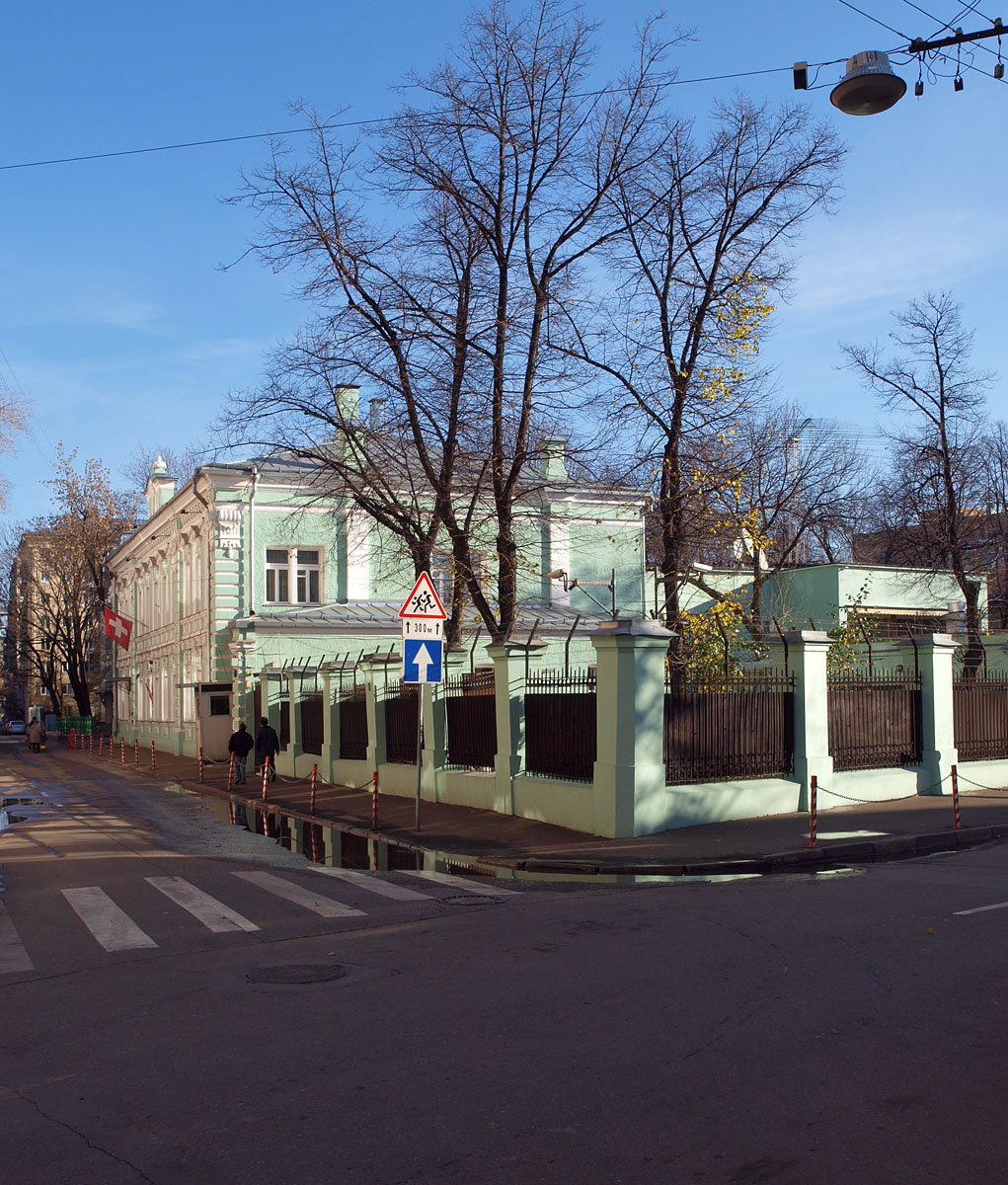
Embajada de Suiza en Moscú
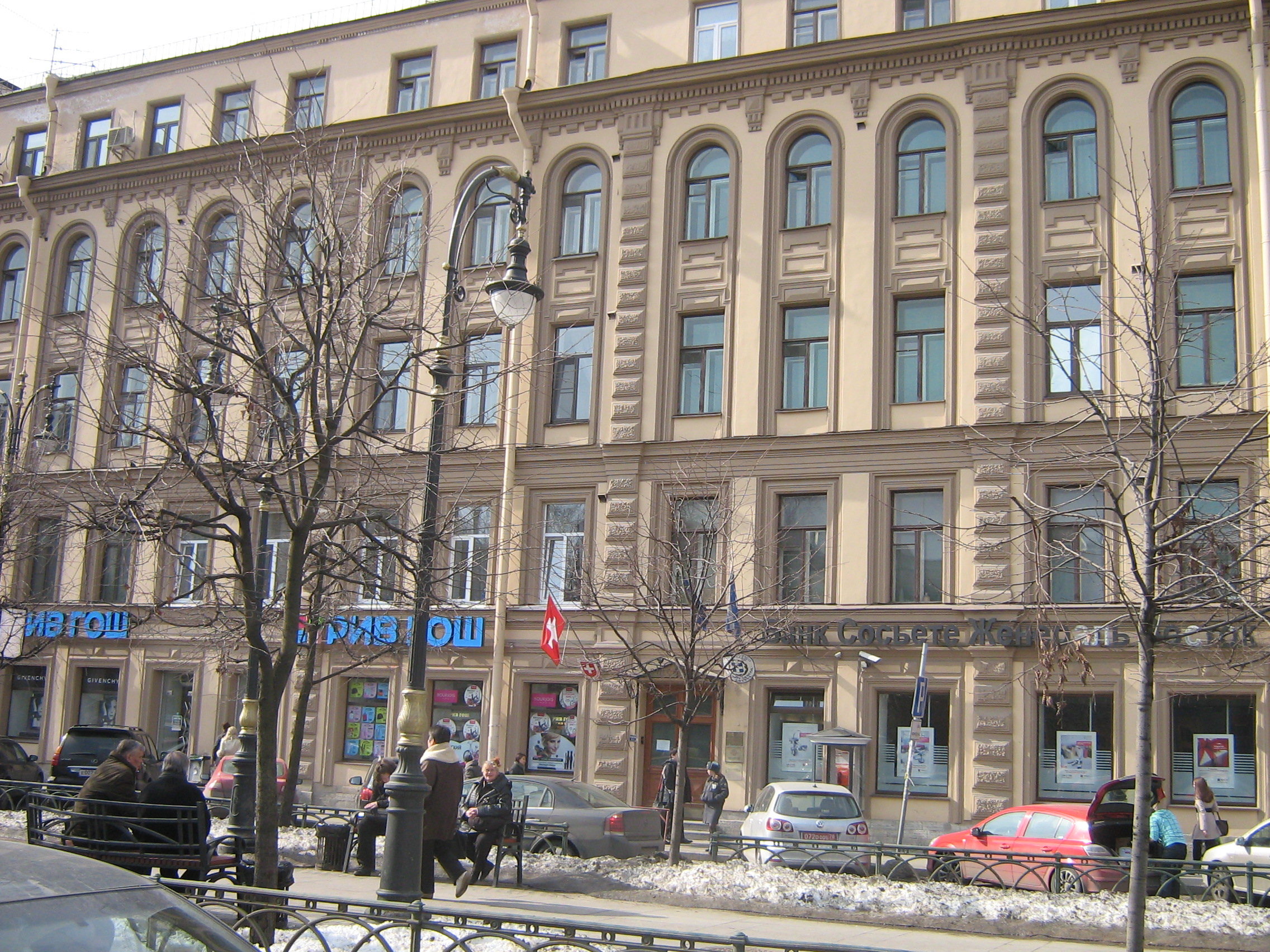
Consulado General de Suiza en San Petersburgo